# Сайда
Сайда (на арабски: صيدا), наричан в древността Сидо̀н (финик. , на старогръцки: Σιδών), е град в Ливан, административен център на мухафаза Южен Ливан. С население около 164 000 души (2005), той е третият по големина град в страната след Бейрут и Триполи.
Сайда е разположен на брега на Средиземно море, на 36 km южно от Бейрут и на 34 km северозападно от границата с Израел. Градът съществува от древността и е един от главните центрове на антична Финикия

## История
След завладяването на Финикия от Ахеменидите през VI век пр.н.е. Сидон и съседните градове Тир и Арвад образуват федерация, чийто съвет заседава в Триполи.

## Известни жители
- Мох Сидонски (?) – древен философ